# Tweede Kamerverkiezingen 1994/Kandidatenlijst/Libertarische Partij
De kandidatenlijst voor de Tweede Kamerverkiezingen 1994 van de Libertarische Partij was als volgt:

## De lijst
1. Toine Manders - 1.789 stemmen
2. H.M. Spil - 302
3. S.N. van Glabbeek - 77
4. A.N. Struijk - 81
5. Henry Sturman - 72
6. A. Breuning - 90
7. A.A. in 't Veld - 50
8. J.F.B. Wigger - 44
9. L.P.M. Nelen - 49
10. E.K. van Glabbeek - 29
11. B.A. van Doorn - 171

CDA · PvdA · VVD · D66 · GroenLinks · SGP · GPV · RPF · Centrumdemocraten · De Nieuwe Partij · PSP'92 · SP · SAP · Natuurwetpartij · PMR · Unie 55+ · SBP · AOV · CP'86 · Libertarische Partij · De Groenen · Vrije Indische Partij · NCPN · ADP · Solidair '93 · Patriottisch Democratisch Appèl
1994 · 2012 · 2017 · 2021 · 2023